# 이인환

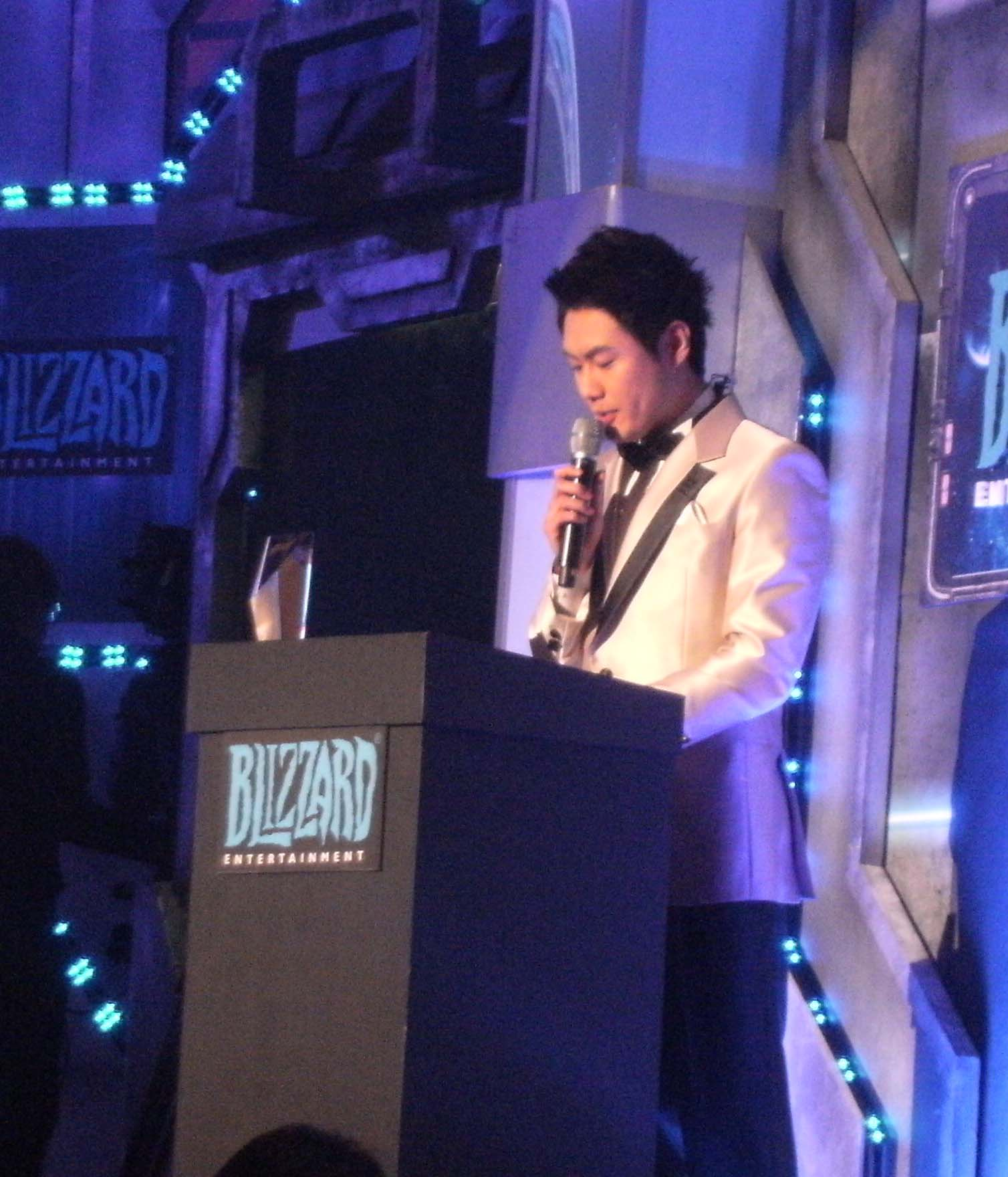
이인환 캐스터

이인환은 대한민국의 스포츠 전문 방송인이다.
중앙대학교 중국어과를 전공하고 신문방송학을 부전공했다.
곰TV시절 이현주 캐스터가 하차한 이후 코드 S 캐스터를 전담했고 이전에는 GSTL의 캐스터를 맡은 적이 있다.
그 외에 스타 2 레디액션, 절대 간판 출연 경력이있다.
2012년 5월 MBC 스포츠+에 입사하면서 스타크래프트2 중계를 그만 두게 되었다.
2012년 10월 MvP 인비테이셔널 중계를 황영재 해설과 함께 잠시 맡기도 했다.